# Канал Варна — Девня
Канал Варна — Девня — система глибоких водних шляхів (2 канали та 2 озера) в Варненській області, північно-східна Болгарія.
З'єднує міста Варна (на сході) і Девню (на заході), починаючи від Варненської затоки Чорного моря, проходячи через Варненське і Білославське озера вздовж міста Белослав і декількох сіл. Загальна довжина каналу складає 22 кілометри. Уздовж його берегів облаштовано ряд портів.
На березі каналу розташована ТЕЦ «Варна», яка бере для технологічних потреб воду з каналу.

## Історія

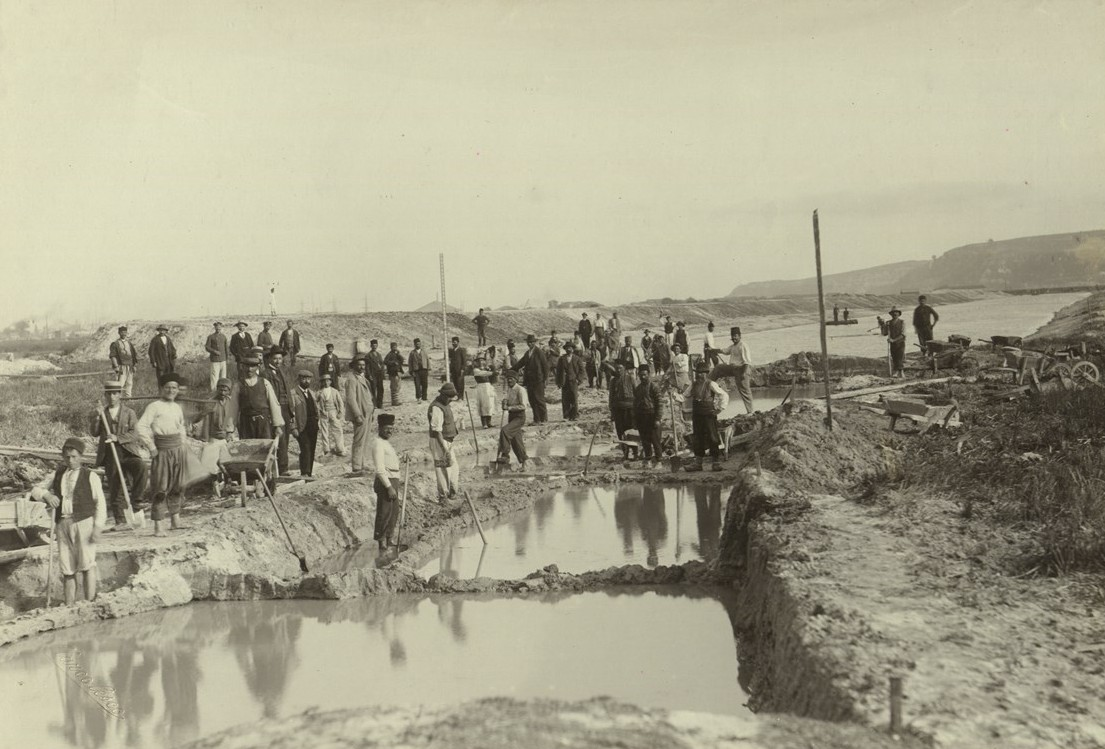
Будівництво тимчасового каналу Варненська затока — Варненське озеро, 1895-1906 роки

Ідеї побудови каналу існувала з XVIII століття. Відомий британський письменник Чарльз Діккенс, будучи військовим кореспондентом у Варні під час Кримської війни (1853-1856), вперше висловив думку щодо проєкту такого каналу, розроблений болгарами, але не був погодженний османським султаном Абдул-Меджидом I в 1847 році.
В кінці XIX — початку XX століття був прокладений тимчасовий канал між затокою Варни і озером Варна.
Нинішній водний шлях побудований в 1970-х роках. Між Варненською затокою і Варненським озером канал є подвійним, утворюючи найбільший річковий острів у Болгарії (розміром приблизно 3 кілометри на 900 метрів), званий місцевими жителями Острова або Галата. Над ним проходить Аспарухів міст. Ця секція, названа Каналом № 1, викопана з 1970 по 1976 рік. Він був офіційно відкритий 1 вересня 1976 року. Канал № 2 виритий між Варненським озером і Девнею в 1976-1978 роках.

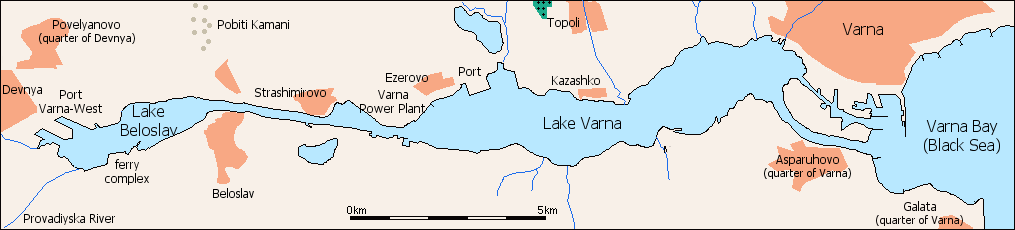
Ділянки каналу (справа на ліво): Канал № 1 (подвійний: північніше та західніше о. Острови), Варненське озеро, Канал № 2, Білославське озеро

Карта узбережжя каналу